# 1994 في المجر
فيما يلي قوائم الأحداث التي وقعت خلال عام 1994 في المجر.

## سياسة

### انتهاء فترة المنصب
- 1 يناير – فيكتور أوربان عضو الجمعية الوطنية المجرية.

## رياضة
- 1 يناير – بطولة العالم للعدو الريفي 1994
- 14 أغسطس – جائزة المجر الكبرى 1994 الفائز مايكل شوماخر.

## مواليد

### يناير
- 9 يناير – رودولف فالوفجي لاعب كرة يد مجري.

### أبريل
- 8 أبريل – لاسلو كلاينهايسلر لاعب كرة قدم مجري.
- 14 أبريل – ريا مساروس لاعبة كرة يد مجرية.

### مايو
- 6 مايو – بارناباس بيشه لاعب كرة قدم مجري.
- 16 مايو – بيتر سيباستيان متسابق دراجات نارية مجري.

### سبتمبر
- 22 سبتمبر – بلانكا بيرو لاعبة كرة يد مجرية.

## وفيات

### يناير
- 11 يناير – يوزيف هادا (مواليد 1911) لاعب كرة قدم مجري.

### مارس
- 5 مارس – بول فينته (مواليد 1907) فنان ومصمم عملات وميداليات مجري.

### يونيو
- 9 يونيو – إستفان كوكسيس (مواليد 1949) لاعب كرة قدم مجري.

### يوليو
- 15 يوليو – اديسلاس غولدشتاين (مواليد 1906)